# VBS2
VBS2™ je nová generace interaktivního třírozměrného tréninkového systému VBS1™. VBS2™ byl oficiálně vydán 17. dubna 2007 .

## Vybraní uživatelé VBS2
V abecedním pořadí :
- Australian Defence Force
- Canadian Armed Forces
- New Zealand Defence Force
- UK MOD
- United States Marine Corps
- United States National Guard

## Vývoj a distribuce
VBS2™ vyvinula Bohemia Interactive Australia.